# Pau (Spanyolország)
Pau település Spanyolországban, Girona tartományban. Pau Castelló d’Empúries, El Port de la Selva, Vilajuïga, Palau-saverdera, Peralada és Pedret i Marzà községekkel határos. Lakosainak száma 584 fő (2024).

## Népesség
A település népessége az elmúlt években az alábbi módon változott:
| Lakosok száma | 152  | 591  | 485  | 385  | 317  | 454  | 578  | 569  | 560  | 584  |
|               | 1717 | 1887 | 1936 | 1960 | 1986 | 2004 | 2009 | 2014 | 2019 | 2024 |